# Fidlar (album)
Fidlar (stylisé en FIDLAR) est le premier album studio du groupe de skate punk californien Fidlar, sorti en 2013. 

## Historique
L'album sort le 1er janvier 2013 via Dine Alone Records au Canada ; le 22 janvier 2013 via Mom + Pop Music aux États-Unis ; et le 1er février 2013 via Wichita Recordings au Royaume-Uni. L'album atteint la 5e place du classement Top Heatseekers du magazine Billboard.
Avant sa sortie officielle, l'album a été diffusé en avant-première sur le service de streaming Advance Pitchfork Media.

## Réception critique

### Monde anglophone
Avant sa sortie, Fidlar est l'une des sorties les plus attendues de 2013 par Time, The Huffington Post,  Stereogum,  et Consequence of Sound . Sur Metacritic, l'album reçoit une note moyenne de 72 sur la base de 27 critiques, ce qui indique des « critiques généralement favorables ». 

### Monde francophone
Les critiques sont également positives. Ainsi, la grosse radio écrit : « C’est cool, c’est original, c’est bruyant, bref FIDLAR est une révélation qui confirme que l’année 2013 sera rock’n roll ». Album rock écrit : « Quatorze titres punk-rock/garage  plus tard, on est encore vivants et même enchantés ».

## Liste des pistes
Toutes les chansons sont écrites et composées par Zachary Carper, Elvis Kuehn, Max Kuehn & Brandon Schwartzel, except "Cocaine", written by Reverend Gary Davis.
| No  | Titre                                                                                       | Durée |
| --- | ------------------------------------------------------------------------------------------- | ----- |
| 1.  | Cheap Beer                                                                                  | 2:22  |
| 2.  | Stoked and Broke                                                                            | 2:02  |
| 3.  | White on White                                                                              | 2:54  |
| 4.  | No Waves                                                                                    | 2:14  |
| 5.  | Whore                                                                                       | 3:40  |
| 6.  | Max Can't Surf                                                                              | 2:39  |
| 7.  | Blackout Stout                                                                              | 3:07  |
| 8.  | Wake Bake Skate                                                                             | 1:44  |
| 9.  | Gimmie Something                                                                            | 2:12  |
| 10. | 5 to 9                                                                                      | 1:08  |
| 11. | LDA                                                                                         | 2:26  |
| 12. | Paycheck                                                                                    | 2:54  |
| 13. | Wait For The Man                                                                            | 2:10  |
| 14. | Cocaine (song ends at 3:16, followed by hidden track "Cheap Cocaine", which starts at 4:20) | 7:28  |

| 42:04 |

| iTunes bonus track | iTunes bonus track                    | iTunes bonus track | iTunes bonus track | iTunes bonus track | iTunes bonus track | iTunes bonus track | iTunes bonus track | iTunes bonus track | iTunes bonus track |
| No                 | Titre                                 | Durée              |                    |                    |                    |                    |                    |                    |                    |
| ------------------ | ------------------------------------- | ------------------ | ------------------ | ------------------ | ------------------ | ------------------ | ------------------ | ------------------ | ------------------ |
| 15.                | Awkward (Recorded at MANT, June 2013) | 3:04               |                    |                    |                    |                    |                    |                    |                    |
| 42:04              |                                       |                    |                    |                    |                    |                    |                    |                    |                    |

| Japanese Edition bonus tracks | Japanese Edition bonus tracks | Japanese Edition bonus tracks | Japanese Edition bonus tracks | Japanese Edition bonus tracks | Japanese Edition bonus tracks | Japanese Edition bonus tracks | Japanese Edition bonus tracks | Japanese Edition bonus tracks | Japanese Edition bonus tracks |
| No                            | Titre                         | Durée                         |                               |                               |                               |                               |                               |                               |                               |
| ----------------------------- | ----------------------------- | ----------------------------- | ----------------------------- | ----------------------------- | ----------------------------- | ----------------------------- | ----------------------------- | ----------------------------- | ----------------------------- |
| 15.                           | Shitty Jobz                   | 2:48                          |                               |                               |                               |                               |                               |                               |                               |
| 16.                           | I'm Going Nowhere             | 2:07                          |                               |                               |                               |                               |                               |                               |                               |
| 41:25                         |                               |                               |                               |                               |                               |                               |                               |                               |                               |

## Personnel
Fidlar
- Zac Carper – chant, guitare
- Elvis Kuehn – chant, guitare solo
- Max Kuehn – batterie
- Brandon Schwartzel – guitare basse, chant

Production
- Alice Baxley – photographie
- Ryan Baxley – conception des manches
- Fidlar – enregistrement, conception, production
- Rob Schnapf – mixage
- Milo Ward – œuvre d'art

## Ventes
| Chart (2013)                    | Peak position |
| ------------------------------- | ------------- |
| États-Unis (Heatseekers Albums) | 5             |
| États-Unis (Independent Albums) | 38            |

## Liens
- Ressources relatives à la musique :   - AllMusic
  - Discogs
  - MusicBrainz (groupes de sorties)
- Ressource relative à plusieurs domaines :   - Metacritic